# Erebor
Erebor, también llamada la Montaña Solitaria, es un lugar ficticio perteneciente al legendarium del escritor J. R. R. Tolkien y que aparece en su novela El hobbit. Se trata de una elevación aislada situada al noreste de Rhovanion, que fue arrebatada por un dragón, llamado Smaug, al rey Thrór de los enanos. El nieto de Thror, Thorin Escudo de Roble, lideró una partida formada por el hobbit Bilbo Bolsón y otros doce enanos para liberarla.

## Características morfológicas y geográficas
Erebor, la “Montaña Solitaria”, se encontraba en Rhovanion, al sur de las Montañas Grises, entre el Bosque Negro y las Colinas de Hierro. Esta imponente montaña contaba con seis grandes brazos que se abrían a distintas direcciones como una estrella. Entre los dos brazos que se extendían hacia el sur y sureste, abrigaban un valle en donde se encontraba la Ciudad de Valle; y en el extremo del primero, se hallaba la Colina del Cuervo y el Puesto de Guardia. En el interior de Erebor nacía el Río Rápido (Celduin) que descendía a la superficie y volcaba sus aguas hacia el sur, pasando entre estos brazos. Otras dos estribaciones se abrían hacia el oeste, “(...) en largas crestas de faldas abruptas, que sin interrupción caían hacia el llano...” En un valle largo y estrecho, protegido por estos brazos; la compañía de Thorin estableció su segundo campamento tras llegar a la Montaña Solitaria; con el fin de buscar la Puerta Secreta de la Vertiente Oeste, que se hallaba en la cima del risco de la estribación que miraba al sudoeste. Los otros dos brazos se extendían uno hacia el este, lugar al que llegó el ejército enano de Dáin II procedente de las Colinas de Hierro; y el otro descendía hacia el norte. Este último era el más bajo pero el más ancho de todos. En el interior de la gran montaña y en el centro se hallaban las instalaciones del Reino bajo la Montaña, y la Puerta Principal miraba hacia el valle del sur.

## Historia

### Etimología
El nombre Sindarin de la gran montaña está compuesto por la palabra Ereb, que significa “Solitaria”, raíz ERE; y la palabra Orod, (pl ered); cuya traducción es “Montaña”, raíz OROT; la partícula final od se pierde por razones fonológicas. El nombre Sindarin, dado por los Elfos Silvanos de Thranduil, hace referencia al hecho de que la Montaña se eleva solitaria en medio de una gran planicie conocida como "la desolación de Smaug", teniendo como elevaciones más cercanas a las Colinas de Hierro, al Este y las Ered Mithrim al norte, pero a muchas millas de distancia.

### Historia

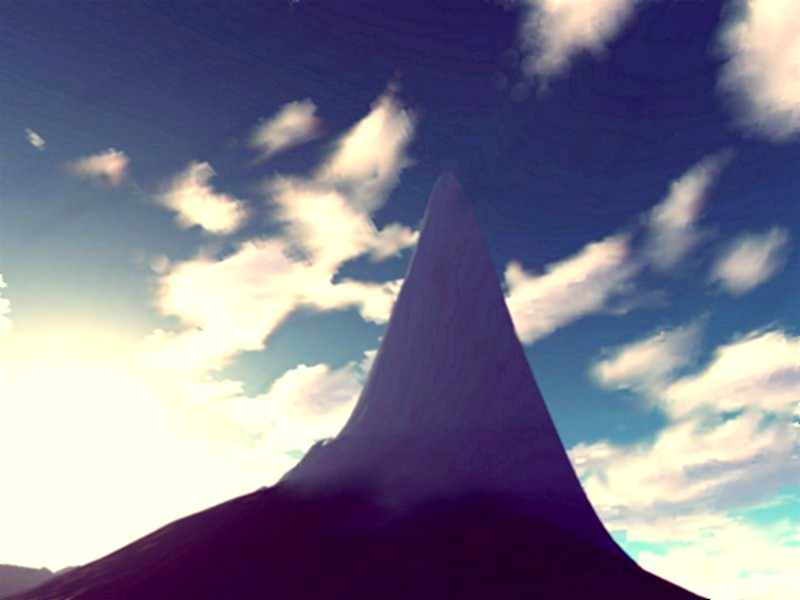
Otra representación renderizada de Erebor, la Montaña Solitaria, en el Día de Durin.

Si bien Erebor es conocida por los Enanos y por los Hombres del Norte desde la Segunda Edad, no es colonizada hasta el año 1999 T. E., tras la dispersión provocada por la caída de Moria a manos del Balrog. Fue el rey enano Thráin I, apodado “El Viejo”, que era hijo de Náin I, el último rey de Khazad-dûm, el que “(...)empezó allí nuevas obras, y se convirtió en Rey bajo la Montaña.” Durante los trabajos de excavación encontró lo que sería el símbolo de los Enanos de Erebor, “la Piedra del Arca”, cuyo valor era incalculable. Pero en el año 2210 Thorin I hijo de Thráin, abandona Erebor para dirigirse a las Montañas Grises donde se estaban reuniendo los Barbiluengos, con el fin de explorar y explotar esas montañas. Pero los dragones fríos comenzaron a atacar y a destruir las posesiones enanas, lo que los obligó a una nueva dispersión. Fue así que en el año 2590 Thrór hijo de Dáin I, “(...)junto con Borin, hermano de su padre, y el resto del pueblo, regresó a Erebor...” Allí el abuelo de Thorin Escudo de Roble llevó la Piedra del Arca y engrandeció el Reino bajo la Montaña, hasta convertirlo en el principal centro de producción y de comercio de la región, “(…)porque no sólo hacían cosas asombrosas y bellas, sino también armas y armaduras de gran valor; y había un gran tráfico de minerales entre ellos y sus parientes de las Montañas de Hierro.” “(…)y los Enanos vivían en la abundancia y había fiestas y canciones en las estancias de Erebor. Erebor se había convertido en el mayor reino de la Tierra Media incluso más grande que la ciudad de Minas Tirith en el Reino de Gondor. 
No habían transcurrido doscientos años de la ocupación definitiva de la Montaña Solitaria cuando “(…)Smaug el Dorado, el más grande de los dragones de entonces, se alzó y sin advertencia alguna se lanzó contra el Rey Thrór y descendió sobre la Montaña envuelto en llamas…” destruyendo todo el reino y “(…)la cercana ciudad de Valle quedó deshecha y abandonada; pero Smaug penetró en la Gran Estancia y yació allí sobre un lecho de oro…” Los Enanos supervivientes abandonaron Erebor y se dispersaron nuevamente.
En el año 2941 y a instancias del Mago Gandalf, se formó una pequeña compañía de Enanos, encabezada por Thorin “Escudo de Roble”, nieto de Thrór, a quienes acompañaba el Hobbit Bilbo Bolsón; con la intención de recuperar la Montaña Solitaria. La empresa tuvo éxito puesto que la entrada a Erebor por la Puerta Secreta, por parte de Bilbo y los Enanos produjo tal ataque de ira al dragón, que este salió presa de una gran furia y atacó Esgaroth. Allí Bardo el Arquero, descendiente de Girion, Señor de la Ciudad de Valle, le dio muerte, mediante una flecha que penetró por el único lugar vulnerable de Smaug. Tal hazaña permitió que los Enanos recuperaran la montaña; no sin antes combatir contra los trasgos en lo que se llamó la “Batalla de los Cinco Ejércitos”, en la que se produjo la muerte de Thorin. El rey Dáin II, que reemplazó al fallecido “Escudo de Roble”, restableció la fama y riquezas del Reino bajo la Montaña. Tanto que Glóin le decía a Frodo en Rivendel: “(...)¡Tendría usted que ver los canales del valle, Frodo, y las fuentes! ¡Tendría usted que ver las calzadas de piedras de distintos colores! ¡Y las salas y calles subterráneas con arcos tallados como árboles y las terrazas y torres que se alzan en las faldas de la montaña! Vería usted entonces que no hemos estado ociosos.”
Durante la Guerra del Anillo, las fuerzas de Sauron atacaron y sitiaron Erebor. Sin embargo, una vez destruido el Anillo Único, las fuerzas de la oscuridad se disolvieron y los Enanos y sus aliados, los hombres de Valle, expulsaron al ejército de Orcos y Orientales que los sitiaban, pereciendo, en esa acción, el ya anciano Dáin. En la Cuarta Edad, bajo el reinado de Thorin III "Yelmo de Piedra", Erebor siguió prosperando y enriqueciéndose bajo la tutela del restablecido Reino Unificado de Arnor y Gondor.

## Algunos lugares de Erebor

### La colina del Cuervo
En Erebor, la Montaña Solitaria, y en el extremo del brazo que se alza hacia el sur se encontraba una colina fortificada; se trataba de un puesto de guardia y observación. Se la llamaba Colina del Cuervo porque era el hogar de muchos cuervos y en particular de “(…)una pareja sabia y famosa, el viejo Carc y su compañera, vivían aquí sobre el cuarto del guardia...” Se llegaba a la colina y al Puesto de Guardia, mediante un camino que comenzaba en la orilla occidental del Río Rápido; que se cruzaba por un viejo puente de piedra. Luego recorría, a lo largo, la estribación oriental del brazo de montaña; para subir, torciendo al oeste, por una escalinata de piedra tallada, hasta llegar a la cima de la colina. 
Fue aquí en donde la Compañía de Thorin se guarneció del posible peligro del retorno del dragón. Pero el cuervo llamado Roäc, hijo del viejo Carc, trajo la noticia a Thorin Escudo de Roble de que Smaug el Dragón Dorado había muerto.

### El puesto de Guardia
En la cima de la Colina del Cuervo se encontraba un antiguo puesto de guardia y observación construido por los Enanos, ubicado en una pared de roca que se levantaba en el norte de la colina; había una puerta que era la entrada a varias cámaras excavadas en la roca, y “(…)Desde esta puerta se veía un extenso escenario, al sur, el este y el oeste.” En el interior de la primera cámara, en donde según Balin había lugar para cien Enanos, había otra cámara más pequeña que servía de habitación de los vigías.

### La Desolación de Smaug
Se llamaba así a las tierras yermas de los valles que rodeaban la Montaña Solitaria, que en otros tiempos había sido fértil y pletórico de vida. Ahora quedaban restos de árboles quemados y poca hierba, además de las ruinas de las casas, torreones y muros. Cuando el Dragón se apoderó de la Montaña, destruyó con el fuego de sus fauces todo el territorio de los alrededores. El valle fue restaurado a su antiguo esplendor por los Enanos luego de la muerte del Dragón.

### Las Puertas del Río
Se llama así a la puerta principal de entrada a la gran caverna, en donde otrora se encontraban las riquezas de los Enanos en Erebor. Recibía ese nombre puesto que, casi por la misma Puerta, el Río Rápido pasaba cayendo en cascadas, entre gargantas de un lecho angosto. El umbral era un amplio arco y, a la llegada de Thorin, todavía poseía restos de esculturas talladas en la piedra y destruidas por el Dragón. Los Enanos la fortificaron cuando sintieron la amenaza, primero de los Elfos y de los Hombres del Lago, y luego de los orcos y huargos. “(…)Ya la Puerta estaba bloqueada con un parapeto alto y ancho, de piedras regulares, puestas una sobre otra. Había agujeros en el parapeto por los que se podía mirar (o disparar), pero ninguna entrada. Entraban y salían con la ayuda de una escalera de mano, y subían con cuerdas las cosas. Para la salida del arroyo habían dispuesto un arco pequeño y bajo en el nuevo parapeto; pero cerca de la entrada habían cambiado tanto el lecho angosto que toda una laguna se extendía ahora desde la pared de la montaña hasta el principio de la cascada que llevaba el arroyo hacia Valle. Aproximarse a la Puerta sólo era posible a nado, o escurriéndose a lo largo de una repisa angosta, que corría a la derecha del risco, mirando desde la entrada.”

### La puerta secreta de la vertiente oeste
En las crestas de la Montaña que se adelantaban hacia el oeste, se ubicaba esta entrada secreta que Bilbo y la compañía de Thorin usaron para penetrar en Erebor, e intentar destruir al Dragón Smaug. Según el Mapa de Thrór, la entrada estaba en la cresta que era cabeza del valle angosto que nacía de ellas; y efectivamente en la de más al sur, Bilbo encontró unos escalones y una senda que lo llevaron a “(…)una pequeña nave de paredes abruptas y suelo cubierto de hierbas…”; y en uno de los extremos más resguardados “(…)se elevaba una pared desnuda…” En esa pared, en su parte inferior, se hallaba la Puerta Secreta. No había allí indicación alguna de que se trataba de la entrada por donde habían huido, en otros tiempos, Thrór y Thráin II del peligroso Smaug; salvo si se conocía el secreto de su apertura, pues un encantamiento sellaba el lugar. Según les había dicho Elrond, al leer las letras lunares del Mapa de Thrór, había que estar “(…)cerca de la piedra gris cuando llame el zorzal… y el sol poniente brillará sobre el ojo de la cerradura con las últimas luces del Día de Durin…” Y eso fue lo que justamente ocurrió, cuando Bilbo observaba la piedra gris en donde el zorzal rompía los caracoles; y “(…)cuando ya casi no les quedaban esperanzas, un rayo rojo de sol escapó como un dedo por el rasgón de una nube. El destello de luz llegó directamente a la nave atravesando la abertura y cayó sobre la lisa superficie de roca…” Casi inmediatamente se “(…)oyó un crujido. Un trozo de roca se desprendió de la pared y cayó. De repente apareció un orificio, a unos tres pies del suelo... Unas grietas largas y rectas aparecieron y se ensancharon. Una puerta de tres pies de ancho y cinco de alto asomó poco a poco, y sin un sonido se movió hacia adentro…”

### La Gran Caverna bajo la Montaña
Se trata del Gran Recinto del tesoro, una enorme caverna ubicada en el corazón mismo de la montaña, allí Smaug había apilado los tesoros de los enanos y se había echado sobre ellos. En esa gran cámara había además gran cantidad de armas, cotas de malla, yelmos y otros elementos que los enanos fabricaban para el uso o la venta. Allí Bilbo encontró, y guardó en el bolsillo más profundo de su chaqueta la Piedra del Arca de Thrain I que serviría luego como prenda de negociación entre los Enanos y los Elfos y Hombres del Lago.

### La Cámara de Thrór
Se trata de una gran cámara de paredes altas a la que se llegaba luego de subir por varios senderos y recovecos bajo la montaña. Estaba cerca de la Puerta principal. Este sitio se usaba para las reuniones y festines del Rey bajo la Montaña y estaba equipada con sillas, mesas y otros enseres para los banquetes, que al momento de la llegada de Thorin estaban arruinados, podridos o quemados por Smaug.